# Bembidion combustum
Bembidion combustum es una especie de escarabajo del género Bembidion, perteneciente a la familia Carabidae. Esta especie fue descrita científicamente por el entomólogo Ménétriés en 1832 y se destaca por su notable adaptabilidad a diferentes hábitats.

## Distribución y hábitat
Esta especie tiene una amplia distribución geográfica y se encuentra en diversas regiones, incluyendo Armenia, Azerbaiyán, Bosnia y Herzegovina, Bulgaria, Chipre, Grecia, Irán, Líbano, Macedonia, Rusia, Serbia, Tayikistán, Turquía y Uzbekistán. Prefiere hábitats húmedos, como márgenes de ríos, bosques y áreas de vegetación densa, donde su capacidad de camuflaje le permite evadir a los depredadores.